# 인터넷 호스팅 서비스

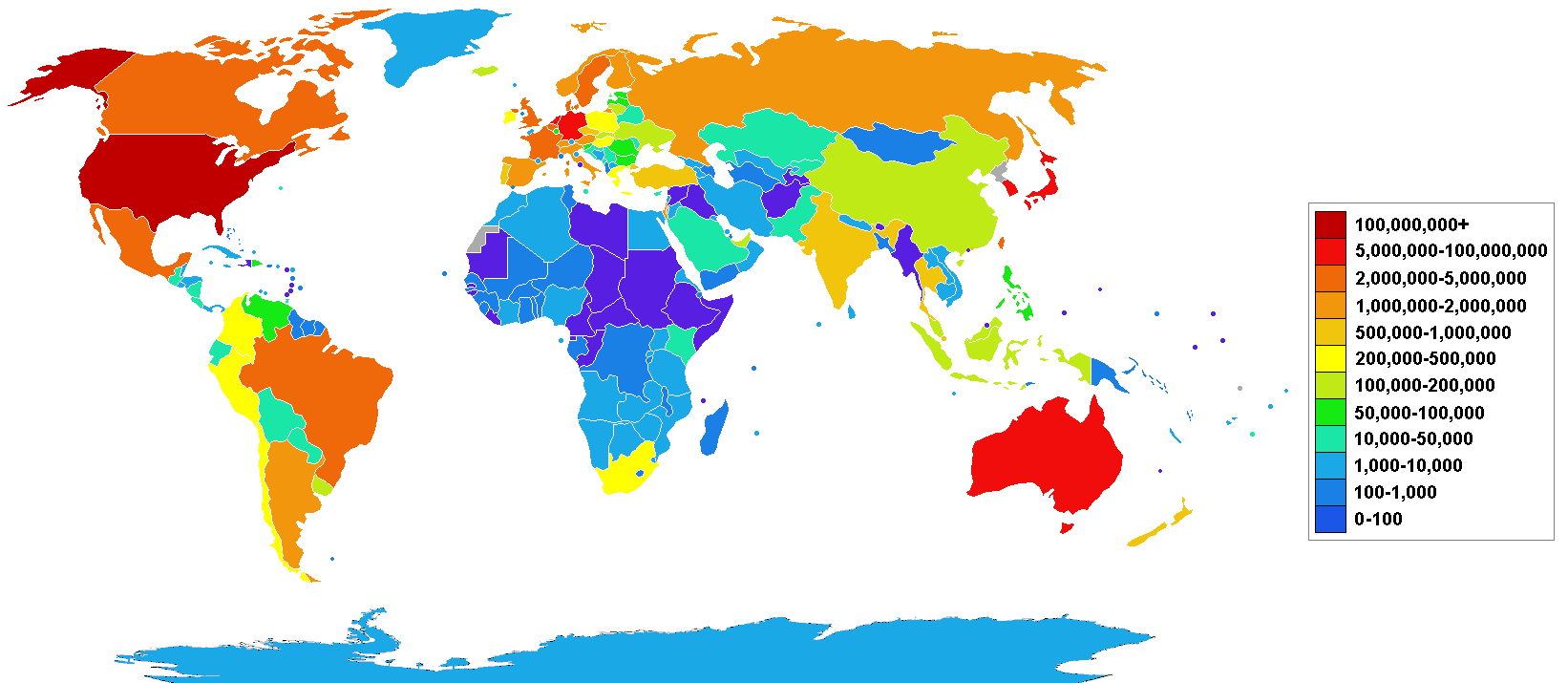
국가별 인터넷 호스트 수, 2005년

인터넷 호스팅 서비스(Internet hosting service)는 인터넷 서버를 운영하는 서비스로, 단체와 개인이 콘텐츠를 인터넷에 제공하는 것을 도와준다. 여러 수준의 다양한 서비스가 제공된다.
일반적인 종류의 호스팅은 웹 호스팅이다. 수많은 호스팅 제공업체들은 종합된 여러 서비스를 제공한다. 웹 호스팅 서비스는 또한 전자우편 호스팅 서비스를 제공한다.

## 인터넷 호스팅의 종류와 형태

### 서버 호스팅
호스팅 업체에서 제공하는 서버를 임대/구매 하는 방식

### 웹 호스팅
하나의 (혹은 다수의) 서버에 여러 계정을 만든 후, 그 계정을 사용자에게 임대해주는 방식

### 코로케이션
자신의 서버를 직접 IDC로 운반하여, 미리 준비된 공간에 서버를 입고시킨 후 사용하는 방식.

## 같이 보기
- 인터넷 서비스 제공자
- 애플리케이션 서비스 제공자
- IDC, 인터넷 데이터 센터 (Internet data center)
- 대한민국의 IDC